# Stenosomides hispanica
Stenosomides hispanica là một loài bướm đêm trong họ Noctuidae.